# Rustie

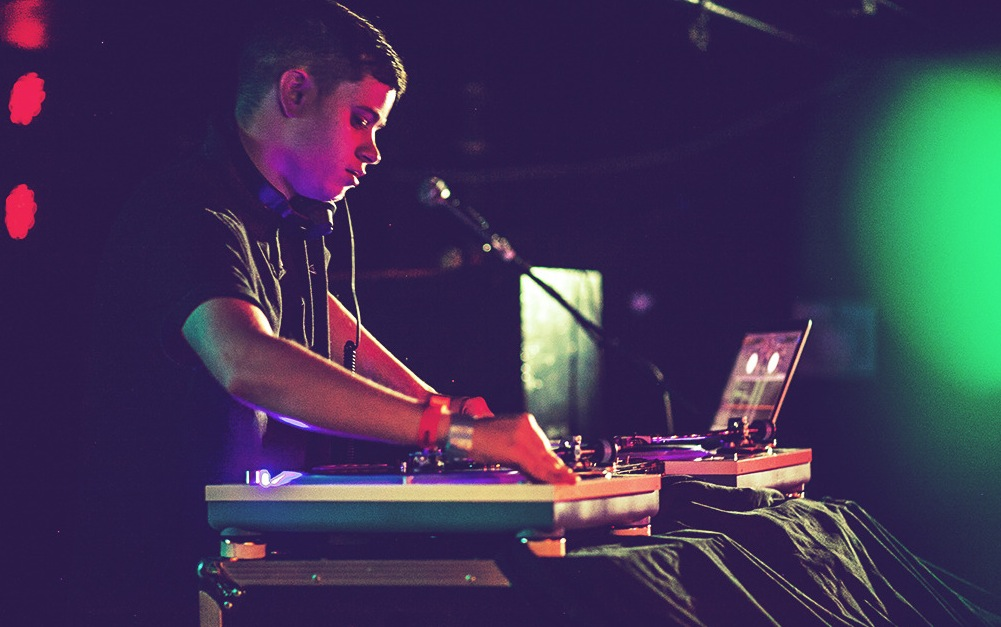
Rustie bei einem DJ-Auftritt 2012

Rustie (* 4. Januar 1983 in Glasgow als Russell Whyte) ist ein schottischer Musiker, Musikproduzent und DJ. Seine Musik lässt sich dem von ihm maßgeblich geprägten Aquacrunk zuordnen.

## Leben
Russell Whyte spielte Gitarre, seit er 10 Jahre alt war, bevor er sich beeinflusst von Hip-Hop-Bands wie den Beastie Boys, Electro und Videospielmusik der 80er und 90er Jahre der Produktion elektronischer Musik zuwandte. Als Teenager begann er mit dem DJing.
2007 veröffentlichte er seine Debüt-EP Jagz the Smack auf Stuff Records. Als Genrebezeichnung popularisierte Rustie selbst die Bezeichnung „Aquacrunk“, die auf seine Vorliebe für Crunk und die „aquatischen“ Soundwelten der Gruppe Drexciya zurückging.
Im Jahr 2010 unterschrieb Rustie einen Plattenvertrag beim Label Warp Records. Dort erschien ein Jahr später sein vielbeachtetes Debütalbum Glass Swords. Es erhielt sehr positive Kritiken und gelangte in die Jahres-Charts des Guardian (Platz 9), von The Wire (Platz 2) und Mixmag (Platz 3). Das zweite Album Green Language, das Kollaborationen mit D Double E, Danny Brown und Gorgeous Children enthielt, folgte 2014.
Kurz nachdem sein drittes Album Evenifudontbelieve erschienen war, verkündete Whyte im Dezember 2015 eine Auszeit und sagte alle künftigen Auftritte ab. Als Begründung nannte er Suchtprobleme und seine psychische Verfassung.
Im Juni 2024 erschien mit der Single Black Ice Mudra auf Warp Records seine erste Veröffentlichung seit Beginn seiner Auszeit Ende 2015. Im August 2024 folgte die Single Thornzz.

## Diskografie (Auswahl)
Alben
- 2011: Glass Swords (Warp Records)
- 2014: Green Language (Warp Records)
- 2015: Evenifudontbelieve (Warp Records)

Singles und EPs
- 2007: Jagz the Smack (Stuffrecords)
- 2008: Play Doe / Tempered (mit Joker; Kapsize)
- 2008: Zig-Zag (Wireblock)
- 2008: Cafe De Phresh (mit 215 TFK; Stuffrecords)
- 2009: Bad Science (Wireblock)
- 2010: Sunburst EP (Warp Records)
- 2011: All Nite (Warp Records)
- 2011: Ultra Thizz (Warp Records)
- 2012: After Light (feat. AlunaGeorge; Warp Records)
- 2012: Surph (feat. Nightwave; Warp Records)
- 2013: Triadzz / Slasherr (Numbers.)
- 2014: Lost (feat. Redinho; Warp Records)
- 2014: Attak (feat Danny Brown; Warp Records)
- 2015: Big Catzz (Warp Records)
- 2024: Black Ice Mudra (Warp Records)
- 2024: Thornzz (Warp Records)
- 2024: Draoidh (Warp Records)